# カルチャービレッジ
カルチャービレッジは、三重県桑名市長島町西川にある、国営木曽三川公園のひとつである。木曽三川流域の文化活動及び交流活動の拠点として整備された公園である。

## 特色
1996年（平成8年）5月3日開園。長良川河口堰の建設を受け入れた地元側が要求した地域振興策の一環で建設が進められた、国営木曽三川公園の1つである。
桑名市長島町は平坦な地形で森林が少ないため、旧桑名郡長島町時代から緑化を推進している。1998年（平成10年）10月25日に「うきうきビレッジ98」という植樹祭を開催し、きんさんぎんさん（成田きん・蟹江ぎん）や長島町の双子9組を招いて薄墨桜など17本を植樹した。また、長島町にある3つの小学校（伊曽島小・長島中部小・長島北部小）では、3年生の時に種まきし、4年間イチョウの苗木を育て、卒業時にカルチャービレッジに植樹する「ふれあいの森づくり事業」に取り組んでいる。

## 主な施設
2007年（平成19年）に多目的運動場の輪中ドームが完成。2010年（平成22年）に芝生広場南ゾーンが開園した。
- 芝生広場
- 大型遊具（海の遊具、龍の遊具、虹のスライダー遊具）
- 遊具（木こりの冒険遊具）
- 輪中ドーム - テニス、フットサルなどに使用可能な屋根付き運動場である。
- 野の広場
- ケレップ広場
- 霧の輪中

## 利用案内
輪中の郷が隣接する。
- 住所：三重県桑名市長島町西川
- 入園料：無料　※ 輪中ドームは有料（要予約）

## 開園時間・休園日
「カルチャービレッジ」公式サイトにて確認のこと。

## 交通アクセス

### 公共交通機関
- JR関西本線 長島駅下車、徒歩で約30分。
- 近鉄名古屋線 近鉄長島駅下車、徒歩で約30分。
- K-バス：長島ルート「輪中の郷」バス停下車。

### 自動車
- 東名阪自動車道 長島ICより県道168号を北上。